# Japansk kuglefisk
Japansk kuglefisk (japansk: 河豚 "kuglefisk") er en slægt af kuglefisk-familien, der lever mellem 45° nordlig bredde og 45° sydlig bredde, dog primært i saltvand.
Fiskene kan være ekstremt giftige, fordi de indeholder nervegiften tetrodotoksin. Det formodes, at giften dannes af bakterier i dens tarmkanal, hvorfra den overføres til bl.a. lever, kønskirtler og hud. 
På trods af giften, er fiskene en delikatesse i Japan, hvor de kaldes fugu. Det anslås, at der hvert år dør flere end 50 mennesker som følge af akut forgiftning, pga. forkert tilberedning.